# Igor' Konovalov
Igor' Olegovič Konovalov (in russo Игорь Олегович Коновалов?; Belorečensk, 8 luglio 1996) è un calciatore russo, centrocampista della Dinamo Brėst.

## Statistiche

### Presenze e reti nei club
Statistiche aggiornate al 12 gennaio 2021.
| Stagione            | Squadra             | Campionato          | Campionato | Campionato | Coppe nazionali | Coppe nazionali | Coppe nazionali | Coppe continentali | Coppe continentali | Coppe continentali | Altre coppe | Altre coppe | Altre coppe | Totale | Totale | Totale |
| Stagione            | Squadra             | Comp                | Pres       | Reti       | Comp            | Pres            | Reti            | Comp               | Pres               | Reti               | Comp        | Pres        | Reti        | Pres   | Reti   |        |
| ------------------- | ------------------- | ------------------- | ---------- | ---------- | --------------- | --------------- | --------------- | ------------------ | ------------------ | ------------------ | ----------- | ----------- | ----------- | ------ | ------ | ------ |
| 2015-2016           | Kuban'              | PL                  | 3          | 0          | CR              | 1               | 0               | -                  | -                  | -                  | -           | -           | -           | 4      | 0      |        |
| 2016-2017           | Kuban'              | PFN Ligi            | 13         | 1          | CR              | 1               | 0               | -                  | -                  | -                  | -           | -           | -           | 14     | 1      |        |
| 2017-feb. 2018      | Kuban'              | PFN Ligi            | 23         | 1          | CR              | 2               | 0               | -                  | -                  | -                  | -           | -           | -           | 25     | 1      |        |
| Totale Kuban'       | Totale Kuban'       | Totale Kuban'       | 39         | 2          |                 | 4               | 0               |                    | -                  | -                  |             | -           | -           | 43     | 2      |        |
| feb.-giu. 2018      | Rubin Kazan'        | PL                  | 7          | 0          | CR              | -               | -               | -                  | -                  | -                  | -           | -           | -           | 7      | 0      |        |
| 2018-2019           | Rubin Kazan'        | PL                  | 27         | 1          | CR              | 2               | 0               | -                  | -                  | -                  | -           | -           | -           | 29     | 1      |        |
| 2019-2020           | Rubin Kazan'        | PL                  | 29         | 1          | CR              | 1               | 0               | -                  | -                  | -                  | -           | -           | -           | 30     | 1      |        |
| 2020-gen. 2021      | Rubin Kazan'        | PL                  | 6          | 0          | CR              | 1               | 0               | -                  | -                  | -                  | -           | -           | -           | 7      | 0      |        |
| Totale Rubin Kazan' | Totale Rubin Kazan' | Totale Rubin Kazan' | 69         | 2          |                 | 4               | 0               |                    | -                  | -                  |             | -           | -           | 73     | 2      |        |
| Totale carriera     | Totale carriera     | Totale carriera     | 108        | 4          |                 | 8               | 0               |                    | -                  | -                  |             | -           | -           | 116    | 4      |        |